# Plectocomia
Plectocomia ist eine Pflanzengattung innerhalb der Familie der Palmengewächse (Arecaceae). Die 14 bis 16 Arten sind vom zentralen Himalaja über Indochina und China bis Malesien verbreitet. Es sind kletternde Palmen. Die Blütenstände haben lange, hängende Seitenachsen erster Ordnung, die einzelnen blütentragenden Seitenachsen zweiter Ordnung sind von auffälligen, bootförmigen Hochblättern umgeben.

## Beschreibung

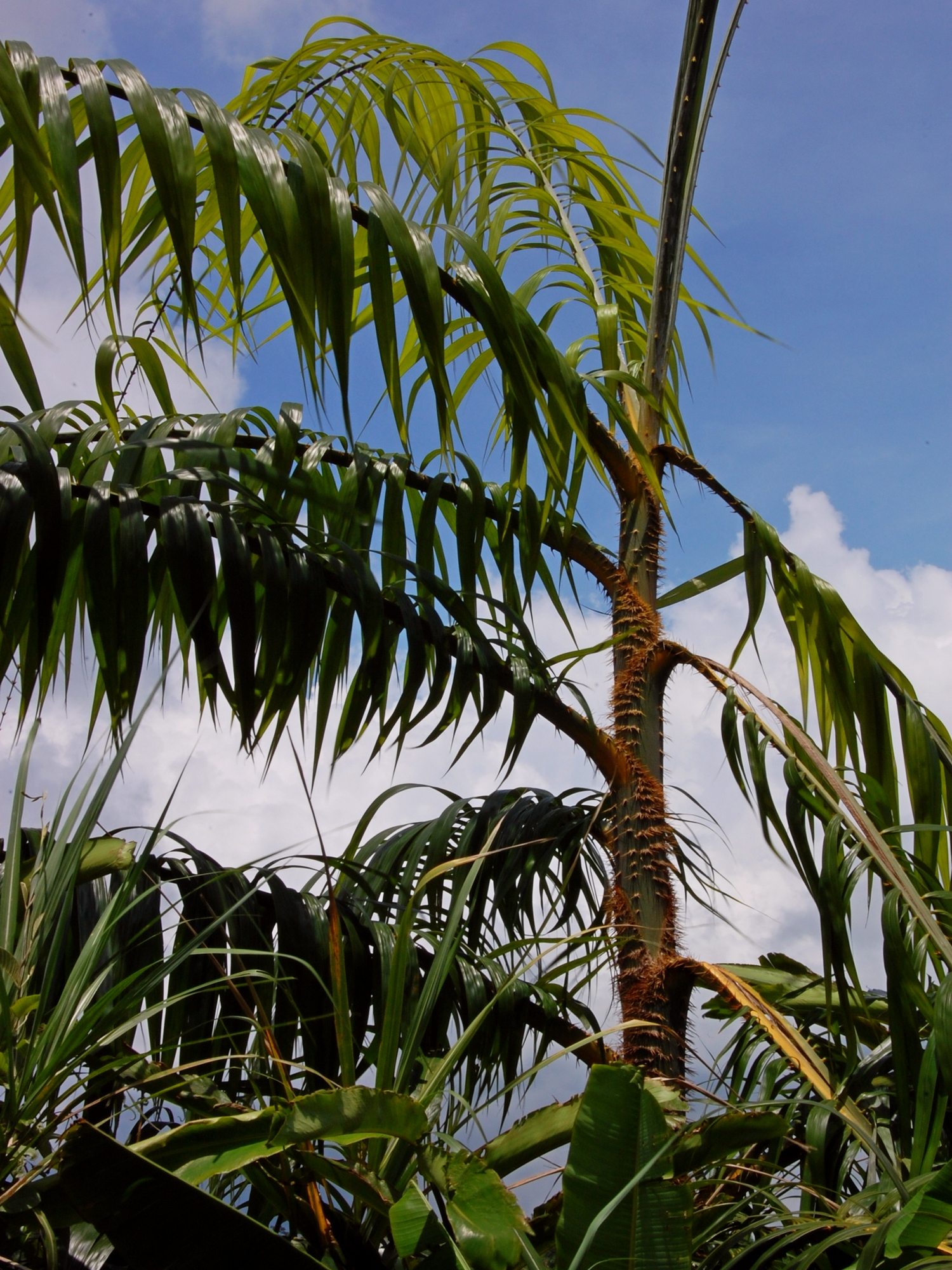
Plectocomia elongata

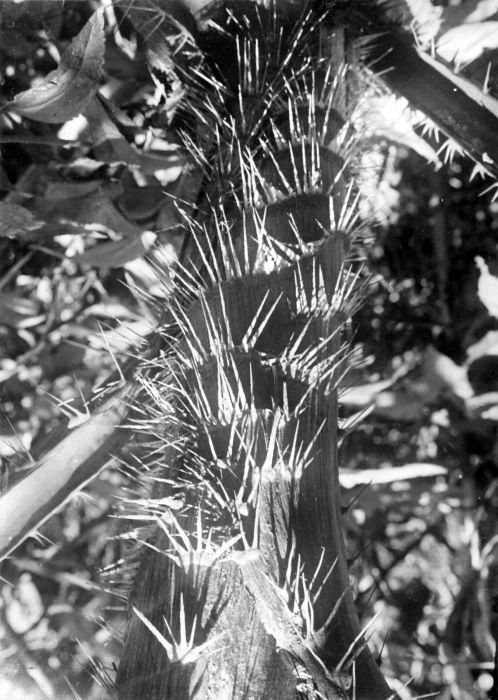
Plectocomia elongata

### Erscheinungsbild
Plectocomia-Arten sind mehrstämmige, hoch kletternde Rattanpalmen. Der Stamm besitzt lange Internodien und auffällige Narben. Im unteren Bereich der Internodien sitzen manchmal zahlreiche, Bulbillenartige Sprosse. Nach Anschneiden des Stammes exsudiert dieser klaren Gummisaft. Der Stamm hat ein weiches Mark, weshalb die Arten nicht für Rattanmöbel verwendet werden.

### Blätter
Die Blätter ausgewachsener Palmen sind groß, gefiedert und besitzen eine Ranke. Die Blattscheide ist röhrig und unterschiedlich stark bewehrt. Eine Ochrea fehlt. Der Blattstiel kann fehlen. Er wie der untere Teil der Rhachis sind tief gefurcht und unterschiedlich stark bewehrt. Die Ranke und der obere Teil der Rhachis sind regelmäßig mit Gruppen von großen, rückwärtsgerichteten Stacheln besetzt. Die zahlreichen Fiederblättchen sind einfach gefaltet, ganzrandig, meist lanzettlich.

### Blütenstände
Plectocomia-Arten sind hapaxanth und zweihäusig getrenntgeschlechtig (diözisch). Die Blütenstände werden gleichzeitig in den Achseln der zwei bis 20 distalsten, häufig reduzierten Blätter gebildet. Die Blütenstandsachse ist deutlich länger als der -stiel. Die Hochblätter an der Blütenstandsachse stehen distich (zweireihig), jede trägt eine hängende Seitenachse erster Ordnung. Von diesen gibt es drei bis 20, selten mehr. Jede besitzt eine basales, röhriges zweikieliges Vorblatt und ein bis mehrere leere röhrige Hochblätter. Die übrigen Hochblätter sind sehr auffällig. Sie stehen distich, sind zunächst röhrig und reißen vor dem Aufblühen längs fast bis zur Spitze auf. Sie umschließen teilweise oder komplett die Rachilla (blütentragende Achse). Die Hochblätter sind dünn bis sehr dick, ledrig oder teilverholzt. Die Rachillae sind unverzweigt, schlank und tragen in weiblichen Blütenständen zwei bis zehn Blüten, in männlichen zwei bis etwa 100. Die männlichen Gruppen stehen manchmal in deutlichen Zweiergruppen (Dyaden), häufig ist die Anordnung in Dyaden durch gedrängtes Zusammenstehen und lange Blütenstände überlagert.

### Blüten
Die männlichen Blüten besitzen einen kurzen röhrigen Kelch mit drei kurzen Lappen. Die Krone ist im unteren Bereich röhrig und hat drei dreieckige bis lanzettliche Lappen. Die meist sechs, selten zwölf Staubblätter sind mit ihren Staubfäden manchmal basal verwachsen. Sie stehen an der Mündung der Kronröhre. Die Antheren sind meist lang. Das Stempelrudiment ist sehr klein oder fehlt ganz. Der Pollen ist ellipsoidisch und bisymmetrisch, die Keimöffnungen sind äquatorial bisulcat. Die längste Achse misst 26 bis 49 Mikrometer.
Die weiblichen Blüten stehen einzeln, sind oft gestielt mit einer zweikieligen Brakteole am Stiel. Der Kelch ist kurz röhrig und hat drei kurze bis sehr lange Lappen. Die Krone ist ebenfalls röhrig und hat drei schmale bis breite dreieckige Lappen. Die Krone ist etwas bis deutlich länger als der Kelch. Die sechs Staminodien haben flache Staubfäden und leere Antheren. Das Gynoeceum ist rundlich, mit Schuppen besetzt, hat drei meist sehr lange Narben und manchmal einen deutlich ausgeprägten Griffel. Die drei Fruchtfächer sind unvollständig, haben drei Samenanlagen, die basal sitzen und anatrop sind.

### Früchte und Samen
Die Frucht ist meist einsamig, selten zwei- oder dreisamig. Das Exokarp ist mit senkrechten Reihen von rückwärts gerichteten Schuppen besetzt. Die Schuppenspitzen weisen häufig nach oben. Das Mesokarp ist dünn und faserig, das Endokarp ist nicht ausdifferenziert. Der Same sitzt nahe der Basis, die Sarcotesta ist dick, aber nicht saftig. Das Endosperm ist homogen.

## Ökologie
Als Besucher der stark duftenden männlichen Blüten von Plectocomia dransfieldiana wurden Bienen und Käfer (Nitidulidae, Staphylinidae) beobachtet. Über die Fruchtausbreitung ist 2008 nichts bekannt.

## Vorkommen
Plectocomia-Arten sind vom Himalaya, über Indochina bis Südchina und Hainan bis zum Sundaschelf und den Philippinen verbreitet. Östlich der Wallace-Linie kommt die Gattung nicht vor.
Die am weitesten verbreiteten und am besten bekannten Arten sind Plectocomia elongata und Plectocomia mulleri. Beide wachsen von Meeresniveau bis in eine Höhenlage von 2000 Meter. Erstere wächst meist an gestörten Standorten auf armen Böden, letztere auch in Sumpfwäldern und Heide-Wäldern (Kerangas).

## Systematik
Die Gattung Plectocomia wurde 1830 durch Carl Ludwig von Blume in Roemer und Schultes: Systema vegetabilium, 15. Auflage, Band 7 Teil 2, Seite 1333 aufgestellt. Blume übernahm den Namen von Carl Friedrich Philipp von Martius.
Die Gattung Plectocomia Mart. & Blume bildet zusammen mit den Gattungen Myrialepis und Plectocomiopsis die Subtribus Plectocomiinae aus der Tribus Calameae in der Unterfamilie Calamoideae innerhalb der Familie Arecaceae. Die Beziehungen zwischen den drei Gattungen sind 2008 unklar. Plectocomia ist monophyletisch.
Es gibt 14 bis 16 Arten:
- Plectocomia assamica Griff.: Sie kommt von Assam und Arunachal Pradesh über Myanmar bis zum südlichen Yunnan vor.
- Plectocomia billitonensis Becc.: Dieser Endemit kommt nur auf de die Insel Belitung östlich von Sumatra vor.
- Plectocomia bractealis Becc.: Dieser Endemit kommt nur in Assam vor.
- Plectocomia dransfieldiana Madulid: Dieser Endemit kommt nur in Perak in Malaysia vor.
- Plectocomia elmeri Becc.: Sie kommt auf den Philippinen nur in Palawan sowie Mindanao.
- Plectocomia elongata Mart. ex Blume: Es gibt zwei Varietäten:
  - Plectocomia elongata Mart. ex Blume var. elongata (Syn.: Plectocomia elongata var. bangkana Becc., Plectocomia crinita Gentil ex Chitt., Plectocomia griffithii Becc., Plectocomia icthyospinus T.Moore & Mast., Plectocomia khasyana Griff., Plectocomia maxima Kuntze nom. nud., Plectocomia sumatrana Miq.): Sie kommt von Indochina bis Malesien vor.[1]
  - Plectocomia elongata var. philippinensis Madulid: Sie kommt auf den Philippinen in Palawan, Leyte sowie Samar vor.[1]
- Plectocomia himalayana Griff.: Sie kommt in Assam, Bangladesch, Nepal, Bhutan, Thailand, Laos und Yunnan vor.[2]
- Plectocomia longistigma Madulid: Dieser Endemit kommt nur im östlichen Java vor.
- Plectocomia lorzingii Madulid: Dieser Endemit kommt nur in Sumatra vor.
- Plectocomia macrostachya Kurz: Dieser Endemit kommt nur in Myanmar vor.
- Plectocomia microstachys Burret: Sie gedeiht in Regenwäldern in Höhenlagen von 300 bis 1000 Metern nur auf der chinesischen Insel Hainan.[2]
- Plectocomia mulleri Blume: Die Heimat ist Malaysia und Borneo.
- Plectocomia pierreana Becc.: Sie kommt in Thailand, Kambodscha, Laos, Vietnam und in den chinesischen Provinzen Guangdong, Guangxi sowie Yunnan.[2]
- Plectocomia pygmaea Madulid: Dieser Endemit kommt nur in Kalimantan auf Borneo vor.

## Belege